# Grauves
Grauves település Franciaországban, Marne megyében. Lakosainak száma 618 fő (2022. január 1.). Grauves Cuis, Avize, Cramant, Mancy, Moslins és Blancs-Coteaux községekkel határos.

## Népesség
A település népességének változása:
| Lakosok száma | 462  | 514  | 587  | 659  | 662  | 639  | 619  | 619  | 619  | 618  |
|               | 1968 | 1982 | 1990 | 2006 | 2013 | 2016 | 2017 | 2019 | 2020 | 2022 |